# Teatro Valle-Inclán
El Teatro Valle-Inclán es un teatro público español, situado en la plaza de Lavapiés de Madrid, en el solar que antes ocupó la Sala Olimpia (antiguo cine Olimpia). A lo largo de su historia de popular coliseo de barrio fue escenario de dramas, comedias, zarzuelas y reestrenos de cine; su espacio se usó también para celebrar bailes de carnaval. A partir de la época de la Transición, se destinó a la exhibición de novedosos montajes teatrales contemporáneos.
Desde 2005 es la segunda sede del Centro Dramático Nacional (cuya sede principal es el teatro María Guerrero, también en Madrid), y cuenta con dos salas: el propio teatro Valle-Inclán, en honor al insigne dramaturgo de la generación del 98, con 450 butacas y la sala Francisco Nieva con 150 localidades dispuestas como teatro a la italiana.

## Historia

### Lo Rat Penat
El espacio ocupado por el Valle-Inclán en la plaza de Lavapiés, en el ángulo de la Calle de Argumosa y la calle de Valencia, tuvo antecedentes en una sucesión de salones teatrales («Lo Rat Penat», primero y un efímero "Teatro Chueca" después).

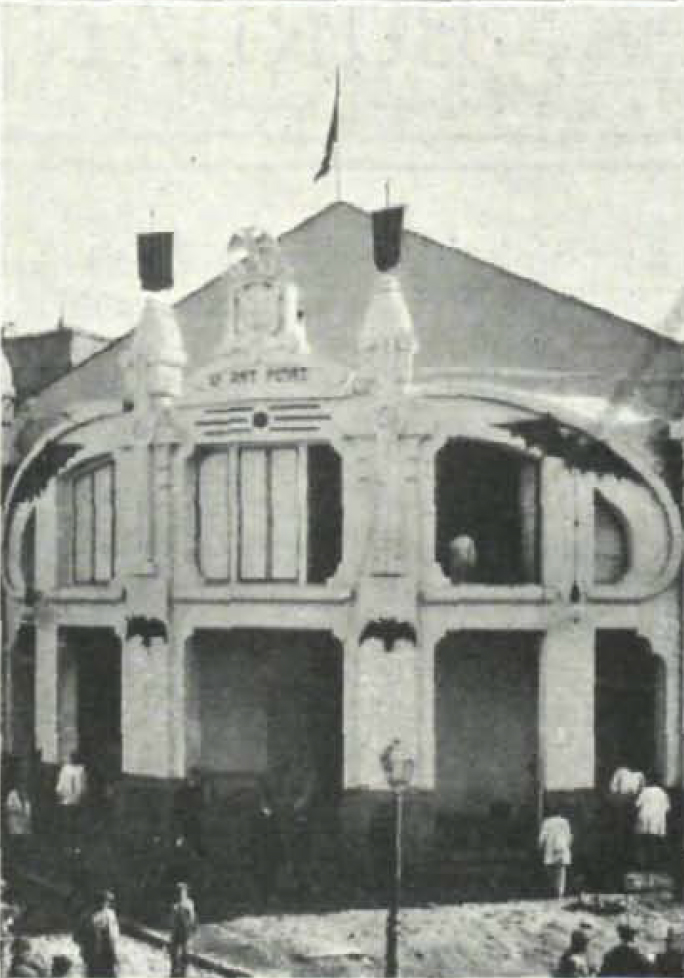
Fachada principal del teatro Lo Rat Penat (El Arte del Teatro, 15 de noviembre de 1908)

Inició su andadura en diciembre de 1908 con la construcción de un teatro al que su propietario dio el nombre de «Lo Rat Penat» (El murciélago), para rendir tributo a su tierra natal, Valencia. Su propósito era proporcionar a los habitantes del barrio espectáculos populares a precios moderados, por lo que el edificio atendía más a las condiciones de amplitud y comodidad que al lujo. El empresario a cargo de la sala, Vicente Ballester, constituyó una compañía teatral que representó en la función inaugural las obras Gigantes y cabezudos, El mantón de Manila, Chinita, La Mari-Juana y El niño de Brenes. Aparte de las funciones teatrales, la sala ofrecía conciertos, espectáculos de variedades y proyecciones de cine por la noche. La sala, se prestaba también para mítines y asambleas, como en 1913 para un mitin en apoyo de la supresión del catecismo en las escuelas, o en 1914 para una asamblea de los obreros de la construcción en huelga.

#### El edificio de Lo Rat Penat
La licencia que la empresa valenciana solicitó en 1908 al ayuntamiento de Madrid preveía construir un cinematógrafo «de carácter provisional», una de esas estructuras de madera que proliferaban en Madrid desde 1906 para sustituir a los primitivos barracones de cine. Pero el arquitecto encargado del proyecto, Manuel Álvarez Naya, diseñó un sólido edificio con muros de carga y estructura metálica que permitieron que funcionara como sala permanente durante todo el siglo XX. La decoración exterior e interior era de estilo modernista, y la curiosa fachada cóncava mostraba numerosos elementos secesionistas en molduras y pilastras. Tanto la fachada como el interior se adornaban con murciélagos (emblema de la ciudad de Valencia), y desde lo alto de las columnas que sostenían la techumbre de la sala, sus ojos lanzaban haces de luz roja.
Si bien se estaban haciendo proyecciones de cine desde diciembre de 1908, la apertura oficial tuvo lugar en febrero de 1909 después de que se subsanaran algunas carencias. Para cumplir con la orden aprobada en 1908 que regulaba la seguridad en las salas de cine, la cabina de proyección estaba aislada de la sala con un cono de hierro, y disponía de dos recipientes de agua con alumbre en disolución y dos sifones de agua de Seltz «por ser el extintor más eficaz y económico en caso de películas incendiadas».

### Del Salón Olimpia al Cine Olimpia
En 1916 cambió la propiedad del teatro y este adoptó el nombre de «Salón Olimpia». En 1922, el arquitecto José Espelius acometió obras de mejora. A lo largo de los años, la sala cambió varias veces de propietario y pasó a dedicarse casi exclusivamente al cine. En la década de 1970 se conocía como «Cine Olimpia» y se consideraba como la más antigua de las salas de cine que seguían funcionando en Madrid.

### Sala Olimpia
En 1979, el Centro Cultural La Corrala recuperó el espacio teatral con el nombre de «Sala Olimpia». Con la colaboración del GIT (Grupo Internacional de Teatro), llegaron a un acuerdo con la propiedad del viejo cine y consiguieron una subvención del ministerio de Cultura a cambio de que este pudiera programar sus propias obras dos meses al año durante cinco años. La sala se inauguró el 18 de diciembre con un montaje de la obra Galileo Galilei, de Bertolt Brecht. La sala puso en escena muy diversos espectáculos, entre ellos: El circo imaginario de J. B. Thierrée y V. Chaplin; una versión renovada del Fausto de Goethe; o piezas características del teatro independiente como el Teledeum de Albert Boadella. También acogió producciones del Centro Dramático Nacional, y algunos montajes del Festival Internacional de Teatro de Madrid.
Los miembros del Centro Cultural La Corrala, que procedían de la Sala Cadarso y del grupo de teatro independiente Tábano, gestionaron la sala Olimpia hasta 1984, cuando, el 20 de julio, la Sala Olimpia pasó a ser un espacio público, sede del recién creado Centro Nacional de Nuevas Tendencias Escénicas (CNNTE), dirigido por Guillermo Heras y dependiente del Instituto Nacional de las Artes Escénicas y de la Música (INAEM). Durante la primera temporada se programaron producciones tanto del CNNTE como del CDN. Cuando desapareció el CNNTE en 1994, el edificio pasó a depender del Centro Dramático Nacional como «Teatro Olimpia», convirtiéndose en su segunda sede.

### Teatro Valle-Inclán
En 1999 el INAEM (Ministerio de Educación y Cultura) y el Ayuntamiento de Madrid firmaron un convenio para la construcción de un nuevo teatro, exponiendo que el antiguo edificio sufría serios daños estructurales y difícilmente podía ser rehabilitado. En 2001 se derribó el viejo teatro y en 2002 se emprendieron las obras de reconstrucción en las que el Ayuntamiento de Madrid asumió la obra de ingeniería civil y el Ministerio de Cultura las instalaciones y dotaciones técnicas. Las obras terminaron en 2005 y el 21 de febrero de 2006 se inauguró el nuevo edificio del teatro con la obra Divinas palabras, de Ramón María del Valle-Inclán, con cuyo nombre se había rebautizado el teatro.